# Saxegothaea conspicua
Saxegothaea conspicua är en barrträdart som beskrevs av John Lindley. Saxegothaea conspicua ingår i släktet Saxegothaea och familjen Podocarpaceae. IUCN kategoriserar arten globalt som nära hotad. Inga underarter finns listade i Catalogue of Life.

## Bildgalleri

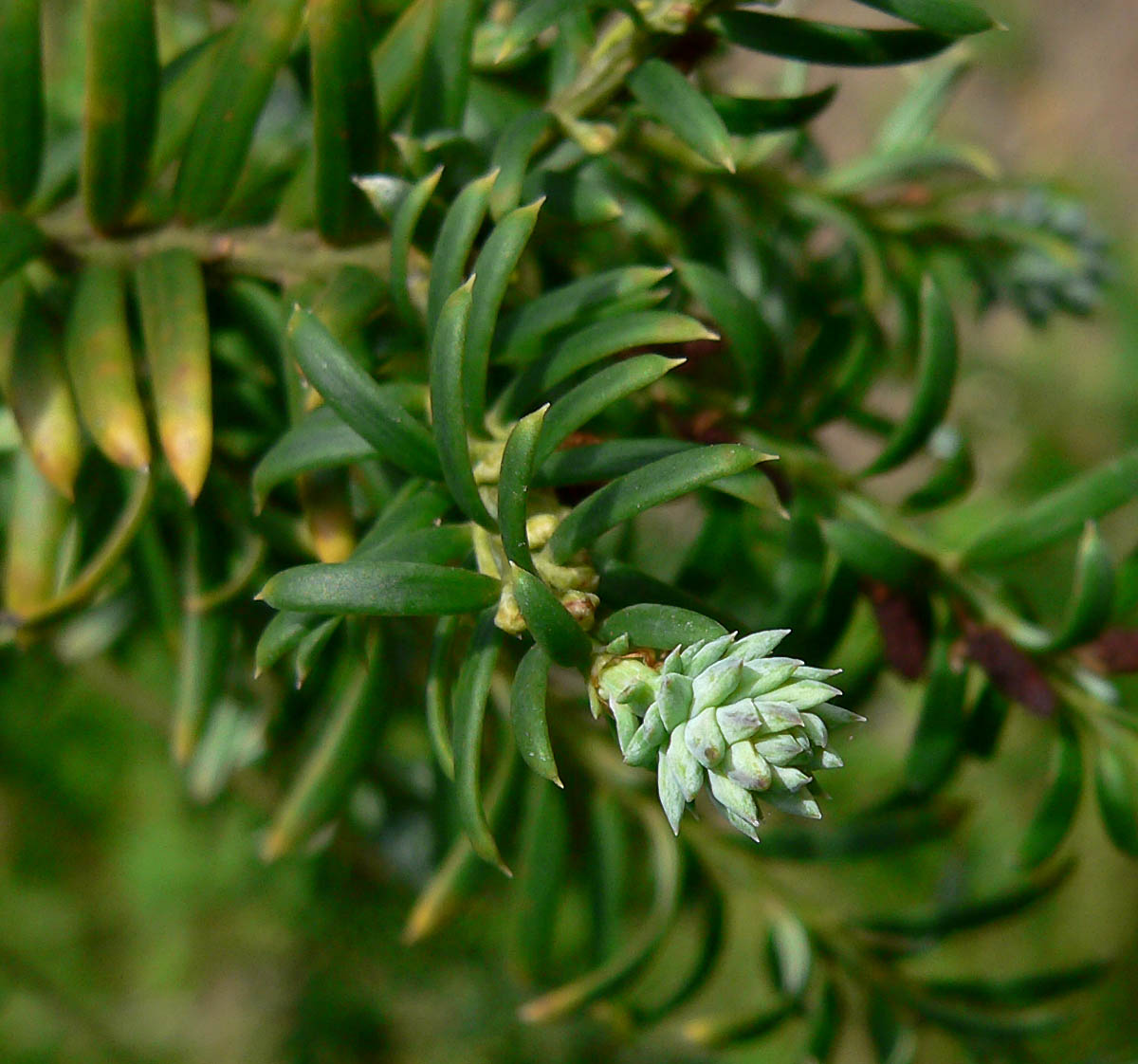
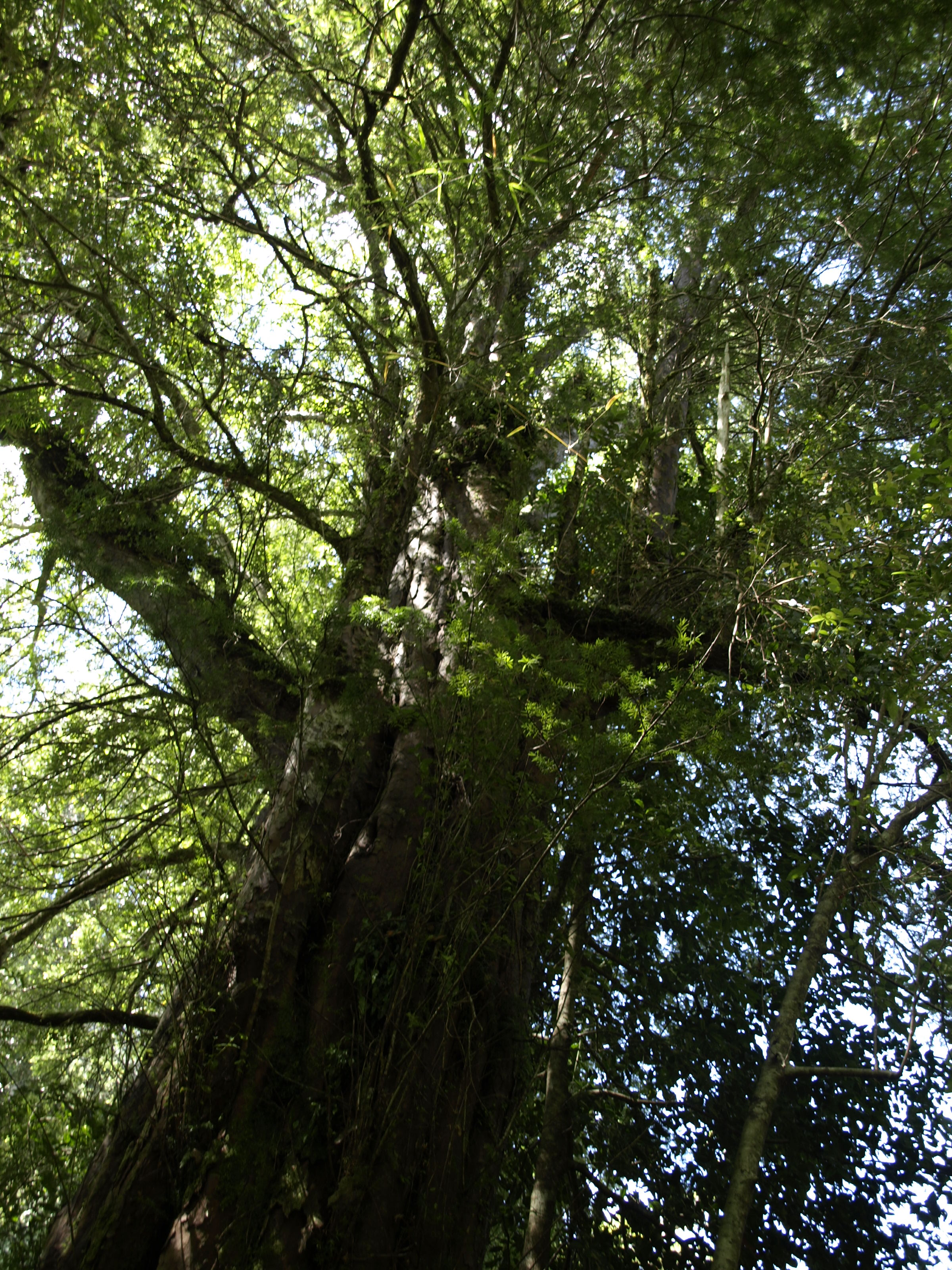
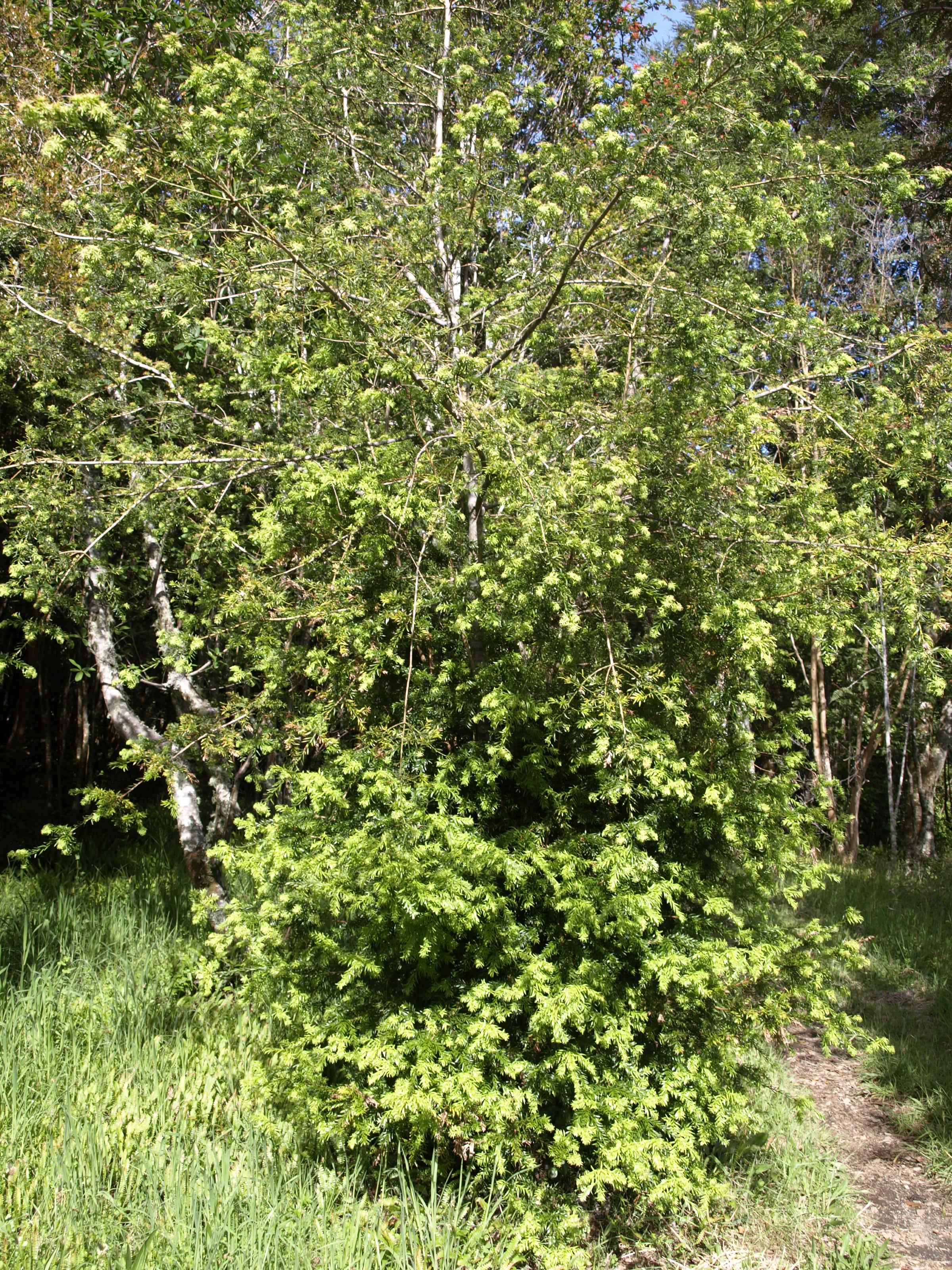
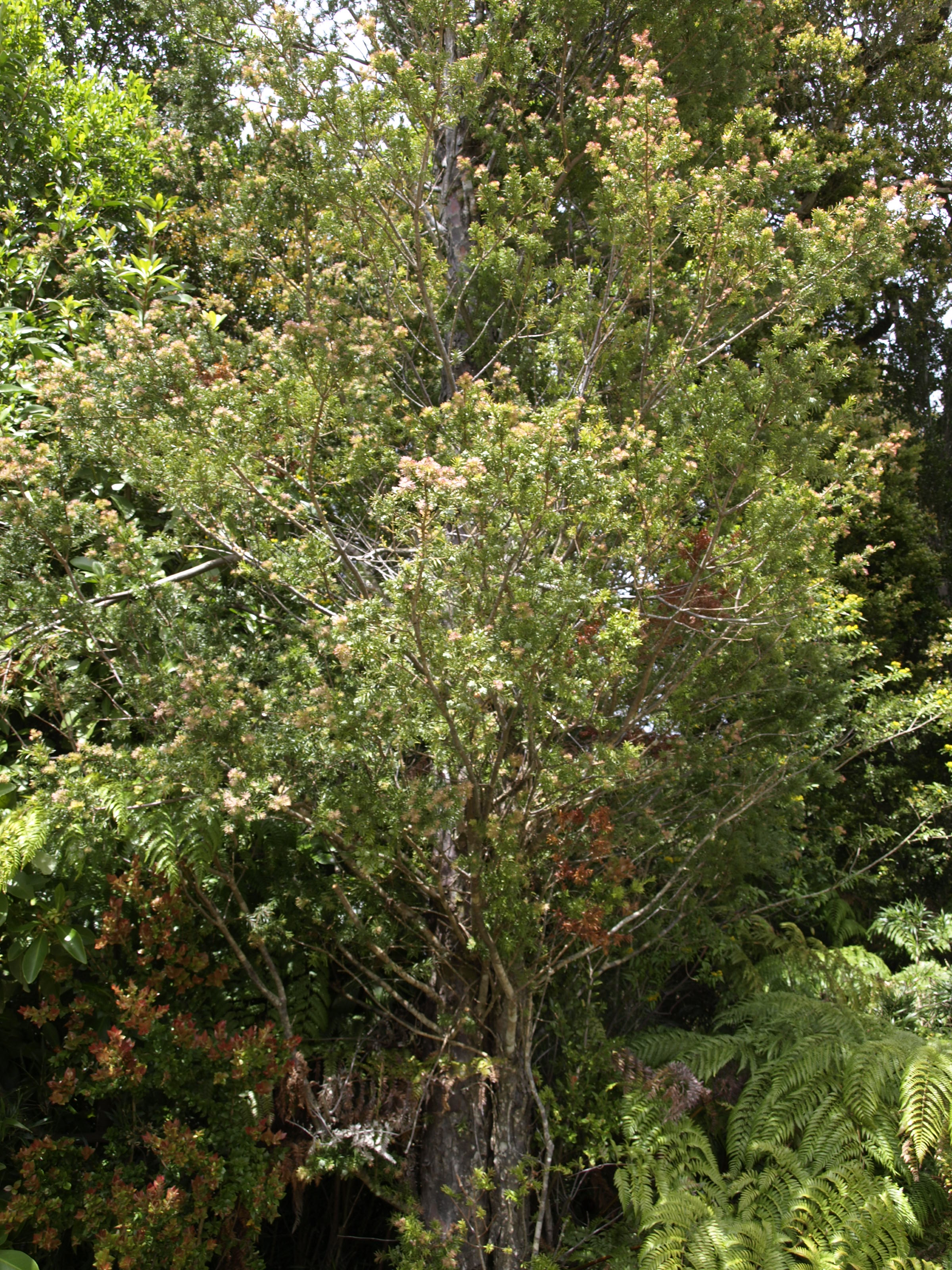
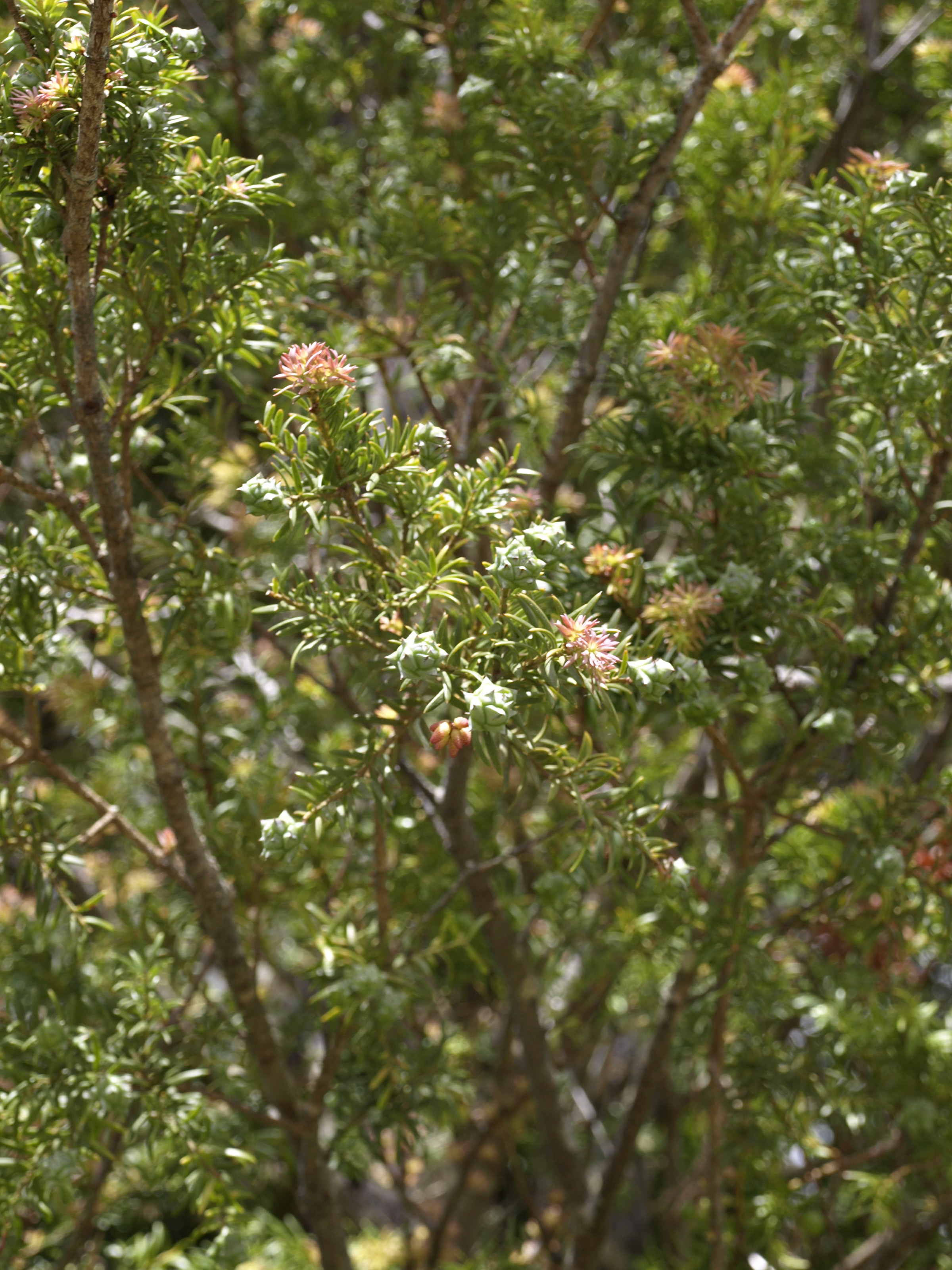
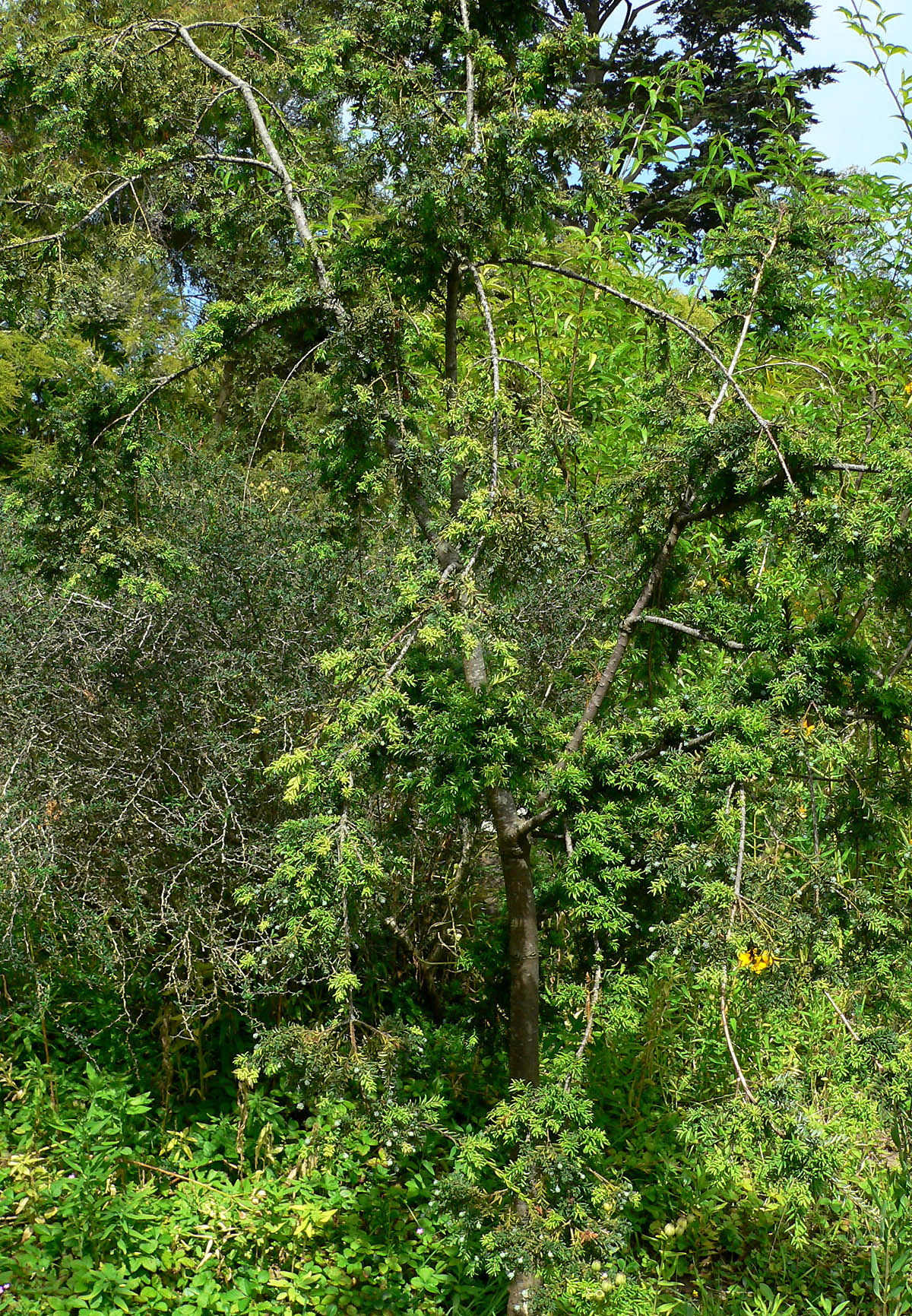